# Campionati europei di atletica leggera 2024 - 800 metri piani femminili
La specialità degli 800 metri piani femminili ai campionati europei di atletica leggera 2024 si è svolta tra il 10 e il 12 giugno allo Stadio Olimpico di Roma, in Italia.

## Podio
| Pos.    | Atleta            | Nazionalità   | Tempo    | Note |
| ------- | ----------------- | ------------- | -------- | ---- |
| Oro     | Keely Hodgkinson  | Gran Bretagna | 1'58"65  |      |
| Argento | Gabriela Gajanová | Slovacchia    | '1'58"79 |      |
| Bronzo  | Anaïs Bourgoin    | Germania      | '1'59"30 |      |

## Situazione pre-gara

### Record
Prima di questa competizione, il record del mondo (RM), il record europeo (EU) ed il record dei campionati (RC) erano i seguenti:
| Record                | Prestazione | Atleta                               | Data                                             | Competizione |
| --------------------- | ----------- | ------------------------------------ | ------------------------------------------------ | ------------ |
| Record mondiale       | 1'53"28     | Jarmila Kratochvílová Cecoslovacchia | 26 luglio 1983 Monaco di Baviera, Germania Ovest |              |
| Record europeo        | 1'53"28     | Jarmila Kratochvílová Cecoslovacchia | 26 luglio 1983 Monaco di Baviera, Germania Ovest |              |
| Record dei campionati | 1'55"41     | Ol'ga Mineeva Unione Sovietica       | 8 settembre 1982 Atene, Grecia                   | Europei 1982 |

### Campione in carica
Il campione europeo in carica era:
| Campione | Atleta                         | Prestazione | Data                        | Competizione |
| -------- | ------------------------------ | ----------- | --------------------------- | ------------ |
| Europeo  | Keely Hodgkinson Gran Bretagna | 1'59"04     | Monaco di Baviera, Germania | Europei 2022 |

### La stagione
Prima di questa gara, gli atleti europei con le migliori tre prestazioni dell'anno erano:
| Pos. | Atleta                         | Prestazione | Data                                |
| ---- | ------------------------------ | ----------- | ----------------------------------- |
| 1    | Keely Hodgkinson Gran Bretagna | 1'55"78     | 25 maggio 2024 Eugene, Stati Uniti  |
| 2    | Jemma Reekie Gran Bretagna     | 1'57"45     | 25 maggio 2024 Eugene, Stati Uniti  |
| 3    | Phoebe Gill Gran Bretagna      | 1'57"86     | 11 maggio 2024 Belfast, Regno Unito |

## Programma
Tutti gli orari sono UTC+2
| Data           | Ora   | Turno      |
| -------------- | ----- | ---------- |
| 10 giugno 2024 | 11:50 | Batterie   |
| 11 giugno 2024 | 10:10 | Semifinali |
| 12 giugno 2024 | 21:31 | Finale     |

## Risultati

### Batterie
Le prime 3 di ogni batteria (Q) e i migliori 4 tempi tra le escluse (q) si qualificano alle semifinali.
| Pos. | Batteria | Nome                | Nazionalità   | Tempo   | Note     |
| ---- | -------- | ------------------- | ------------- | ------- | -------- |
| 1    | 4        | Majtie Kolberg      | Germania      | 2'00"23 | Q        |
| 2    | 3        | Gabriela Gajanová   | Slovacchia    | 2'00"31 | Q        |
| 3    | 4        | Anna Wielgosz       | Polonia       | 2'00"50 | Q        |
| 4    | 4        | Daniela García      | Spagna        | 2'00"70 | Q        |
| 5    | 4        | Anita Horvat        | Slovenia      | 2'00"73 | q        |
| 6    | 1        | Léna Kandissounon   | Francia       | 2'00"76 | Q        |
| 7    | 4        | Erin Wallace        | Gran Bretagna | 2'00"90 | q        |
| 8    | 1        | Lore Hoffman        | Svizzera      | 2'00"98 | Q        |
| 9    | 1        | Alexandra Bell      | Gran Bretagna | 2'00"98 | Q        |
| 10   | 4        | Valentina Rosamilia | Svizzera      | 2'00"98 | q        |
| 11   | 1        | Angelika Sarna      | Polonia       | 2'01"09 | q        |
| 12   | 1        | Lorea Ibarzabal     | Spagna        | 2'01"15 |          |
| 13   | 1        | Ol'ha Ljachova      | Ucraina       | 2'01"51 |          |
| 14   | 3        | Eveliina Määttänen  | Finlandia     | 2'01"59 | Q        |
| 15   | 3        | Wilma Nielsen       | Svezia        | 2'01"82 | Q        |
| 16   | 3        | Lorena Martín       | Spagna        | 2'02"21 |          |
| 17   | 2        | Keely Hodgkinson    | Gran Bretagna | 2'02"46 | Q        |
| 18   | 2        | Anaïs Bourgoin      | Francia       | 2'02"55 | Q        |
| 19   | 3        | Adrianna Topolnicka | Polonia       | 2'02"58 |          |
| 20   | 2        | Charline Mathias    | Lussemburgo   | 2'02"65 | Q        |
| 21   | 3        | Nina Vukovic        | Croazia       | 2'02"74 |          |
| 22   | 3        | Elena Bellò         | Italia        | 2'02"75 |          |
| 23   | 2        | Eloisa Coiro        | Italia        | 2'02"86 |          |
| 24   | 3        | Natalija Pryščepa   | Ucraina       | 2'02"87 |          |
| 25   | 1        | Dilek Koçak         | Turchia       | 2'02"87 |          |
| 26   | 4        | Bianka Kéri         | Ungheria      | 2'03"37 |          |
| 27   | 4        | Janet Richard       | Malta         | 2'04"34 |          |
| 28   | 2        | Louise Shanahan     | Irlanda       | 2'04"81 |          |
| 29   | 2        | Patricia Silva      | Portogallo    | 2'05"03 |          |
| 30   | 1        | Gresa Bakraçi       | Kosovo        | 2'08"35 |          |
|      | 2        | Rachel Pellaud      | Svizzera      | dq      | TR17.2.3 |

### Semifinali
Le prime 3 di ogni batteria (Q) e i migliori 2 tempi tra le escluse (q) si qualificano alla finale.
| Pos. | Batteria | Nome                | Nazionalità   | Tempo   | Note                                     |
| ---- | -------- | ------------------- | ------------- | ------- | ---------------------------------------- |
| 1    | 1        | Keely Hodgkinson    | Gran Bretagna | 1'58"07 | Q                                        |
| 2    | 1        | Anaïs Bourgoin      | Francia       | 1'58"65 | Q                                        |
| 3    | 1        | Majtie Kolberg      | Germania      | 1'58"74 | Q                                        |
| 4    | 1        | Anna Wielgosz       | Polonia       | 1'59"07 | q                                        |
| 5    | 1        | Gabriela Gajanová   | Slovacchia    | 1'59"43 | q                                        |
| 6    | 1        | Erin Wallace        | Gran Bretagna | 1'59"89 |                                          |
| 7    | 2        | Léna Kandissounon   | Francia       | 2'00"11 | Q                                        |
| 8    | 2        | Angelika Sarna      | Polonia       | 2'00"37 | Q                                        |
| 9    | 2        | Lore Hoffman        | Svizzera      | 2'00"41 | Q                                        |
| 10   | 2        | Alexandra Bell      | Gran Bretagna | 2'00"57 |                                          |
| 11   | 2        | Daniela García      | Spagna        | 2'00"68 |                                          |
| 12   | 2        | Charline Mathias    | Lussemburgo   | 2'00"78 | Miglior prestazione personale stagionale |
| 13   | 1        | Valentina Rosamilia | Svizzera      | 2'00"83 |                                          |
| 14   | 1        | Wilma Nielsen       | Svezia        | 2'00"86 | Miglior prestazione personale            |
| 15   | 2        | Eveliina Määttänen  | Finlandia     | 2'01"49 |                                          |
| 16   | 2        | Anita Horvat        | Slovenia      | 2'04"30 |                                          |

### Finale[2]
| Pos. | Corsia | Nome              | Nazionalità   | Tempo   | Note                                     |
| ---- | ------ | ----------------- | ------------- | ------- | ---------------------------------------- |
|      | 7      | Keely Hodgkinson  | Gran Bretagna | 1'58"65 |                                          |
|      | 4      | Gabriela Gajanová | Slovacchia    | 1'58"79 | Miglior prestazione personale stagionale |
|      | 6      | Anaïs Bourgoin    | Francia       | 1'59"30 |                                          |
| 4    | 2      | Léna Kandissounon | Francia       | 1'59"81 | Miglior prestazione personale stagionale |
| 5    | 8      | Majtie Kolberg    | Germania      | 1'59"87 |                                          |
| 6    | 9      | Anna Wielgosz     | Polonia       | 1'59"99 |                                          |
| 7    | 5      | Lore Hoffman      | Svizzera      | 2'01"13 |                                          |
| 8    | 3      | Angelika Sarna    | Polonia       | 2'01"21 |                                          |